# 11914 Sinachopoulos
11914 Sinachopoulos eller 1992 RZ3 är en asteroid i huvudbältet som upptäcktes den 2 september 1992 av den belgiske astronomen Eric W. Elst vid La Silla-observatoriet. Den är uppkallad efter Dimitrios Sinachopoulos.